# Diocesi di San Juan Bautista de Calama
La diocesi di San Juan Bautista de Calama (in latino Dioecesis Sancti Ioannis Baptistae de Calama) è una sede della Chiesa cattolica in Cile suffraganea dell'arcidiocesi di Antofagasta. Nel 2022 contava 143.865 battezzati su 201.927 abitanti. È retta dal vescovo Tomás Abel Carrasco Cortés.

## Territorio
La diocesi comprende la provincia di El Loa (regione di Antofagasta) nel Cile settentrionale.
Sede vescovile è la città di Calama, dove si trova la cattedrale di San Giovanni Battista.
Il territorio si estende su 43.000 km² ed è suddiviso in 11 parrocchie.

### Parrocchie
- Nostra Signora di Guadalupe, Ayquina
- San Francesco d'Assisi, Chiu Chiu
- San Pietro di Atacama, San Pedro de Atacama
- Il Salvatore, Chuquicamata
- San Paolo, Calama
- Nostra Signora della Mercede, Calama
- San Giovanni Battista, Calama
- Gesù Operaio, Calama
- Assunzione della Vergine, Calama
- San Giuseppe Operaio, Calama
- Nostra Signora di Lourdes, Calama

## Storia
La prelatura territoriale di Calama è stata eretta il 21 luglio 1965 con la bolla Christianorum fidelium di papa Paolo VI, ricavandone il territorio dalle diocesi di Antofagasta (oggi arcidiocesi) e di Iquique.
Originariamente suffraganea dell'arcidiocesi di La Serena, il 28 luglio 1967 è entrata a far parte della provincia ecclesiastica di Antofagasta.
Il 20 febbraio 2010 per effetto della bolla Quandoquidem non parvo di papa Benedetto XVI la prelatura territoriale è stata elevata al rango di diocesi e ha assunto l'attuale denominazione.

## Cronotassi dei vescovi
Si omettono i periodi di sede vacante non superiori ai 2 anni o non storicamente accertati.
- Sede vacante (1965-1968)

- Orozimbo Fuenzalida y Fuenzalida † (13 marzo 1968 - 26 febbraio 1970 nominato vescovo di Los Ángeles)
  - Sede vacante (1970-1982)[2]
- Juan Bautista Herrada Armijo, O. de M. † (5 marzo 1982 - 30 novembre 1991 nominato vescovo ausiliare di Antofagasta[3])
- Cristián Contreras Molina, O. de M. (11 giugno 1992 - 19 luglio 2002 nominato vescovo di San Felipe)
- Guillermo Patricio Vera Soto (10 aprile 2003 - 22 febbraio 2014 nominato vescovo di Iquique)
  - Sede vacante (2014-2016)
- Óscar Hernán Blanco Martínez, O.M.D. (19 marzo 2016 - 13 luglio 2022 nominato vescovo di Punta Arenas)
- Tomás Abel Carrasco Cortés, dal 24 maggio 2023

## Statistiche
La diocesi nel 2022 su una popolazione di 201.927 persone contava 143.865 battezzati, corrispondenti al 71,2% del totale.
| anno | popolazione | popolazione | popolazione | presbiteri | presbiteri | presbiteri | presbiteri                | diaconi | religiosi | religiosi | parrocchie |
| anno | battezzati  | totale      | %           | numero     | secolari   | regolari   | battezzati per presbitero | diaconi | uomini    | donne     | parrocchie |
| ---- | ----------- | ----------- | ----------- | ---------- | ---------- | ---------- | ------------------------- | ------- | --------- | --------- | ---------- |
| 1965 | ?           | 75.000      | ?           | 11         | 7          | 4          | ?                         |         |           |           | 4          |
| 1968 | 91.000      | 95.000      | 95,8        | 11         | 7          | 4          | 8.272                     |         | 6         | 10        | 3          |
| 1976 | 100.000     | 115.000     | 87,0        | 8          | 4          | 4          | 12.500                    |         | 10        | 10        | 4          |
| 1980 | 100.000     | 119.000     | 84,0        | 15         | 7          | 8          | 6.666                     |         | 11        | 12        | 4          |
| 1990 | 115.000     | 130.000     | 88,5        | 10         | 6          | 4          | 11.500                    | 1       | 4         | 17        | 8          |
| 1999 | 132.411     | 159.532     | 83,0        | 11         | 8          | 3          | 12.037                    | 3       | 3         | 8         | 9          |
| 2000 | 132.411     | 159.532     | 83,0        | 11         | 8          | 3          | 12.037                    | 3       | 3         | 8         | 9          |
| 2001 | 132.411     | 159.532     | 83,0        | 11         | 8          | 3          | 12.037                    | 3       | 3         | 8         | 10         |
| 2002 | 132.411     | 159.532     | 83,0        | 12         | 10         | 2          | 11.034                    | 3       | 2         | 7         | 10         |
| 2003 | 125.702     | 152.649     | 82,3        | 13         | 10         | 3          | 9.669                     | 2       | 3         | 4         | 10         |
| 2004 | 127.331     | 154.278     | 82,5        | 11         | 9          | 2          | 11.575                    | 2       | 2         | 4         | 10         |
| 2010 | 132.000     | 161.000     | 82,0        | 18         | 14         | 4          | 7.333                     | 10      | 4         | 40        | 11         |
| 2014 | 150.300     | 191.000     | 78,7        | 20         | 18         | 2          | 7.515                     | 10      | 3         | 58        | 11         |
| 2017 | 136.161     | 191.000     | 71,3        | 17         | 13         | 4          | 8.009                     | 11      | 4         | 52        | 11         |
| 2020 | 139.800     | 196.200     | 71,3        | 18         | 15         | 3          | 7.766                     | 11      | 3         | 45        | 11         |
| 2022 | 143.865     | 201.927     | 71,2        | 19         | 16         | 2          | 7.992                     | 10      | 5         | 39        | 11         |